# چاه سهراب معینی زاده
چاه سهراب معینی زاده یک منطقهٔ مسکونی در ایران است که در دهستان حومه (گناباد) واقع شده‌است.